# قلعه رستم
قلعه رستم سیستان، در ۵۰ کیلومتری جنوب غربی شهرستان هامون، بعد از شهر سوخته خارج از جاده اصلی بنایی وسیع و مربوط به دوران صفوی - سلجوقی است. محوطه‌ای که قلعه در آن قرار دارد معروف به محوطه حوض‌دار است. در این منطقه بقایای یک شهر باستانی با آجرکاری و ساختمان‌های متعدد و سردر ورودی، برج نگهبانی و ۱۵برج دفاعی است.

## تاریخچه
این قلعه بزرگ‌ترین قلعه دوران صفوی بوده و در منطقه سیستان و مربوط به خوانین سیستانی در زمان صفویان بوده است که با عناوین رئیس‌رستم (شاه رستم رئیسی) و رئیس‌بهمن و… در منطقه حوض‌دار حکومت می‌کردند. این منطقه و عظمت آن جنبه افسانه‌ای داشته و انتساب آن به نام آورترین شخصیت سیستان یعنی رستم در شاهنامه است. در مجموع حدود ۱۵ تپه مربوط به دوران پیش از تاریخ نیز در این نواحی وجود دارد. باستان شناسان تعدادی سکه نقره مربوط به پوراندخت ملکه ساسانی در این منطقه کشف کرده‌اند.
این آثار به علت پرت بودن از جاده اصلی مورد توجه گردشگران و مردم منطقه نشده لذا به علت عدم آگاهی مسافران مورد توجه تعداد اندکی از گردشگران قرار می‌گیرد. این قلعه به علت نبود اعتبارات مالی و منابع انسانی، سیر فرسایشی را طی می‌نماید و حفاری‌های غیرمجاز در این قلعه باعث سرعت بخشیدن به تخریب این بنای عظیم تاریخی شده است.

## نگارخانه قلعه‌رستم

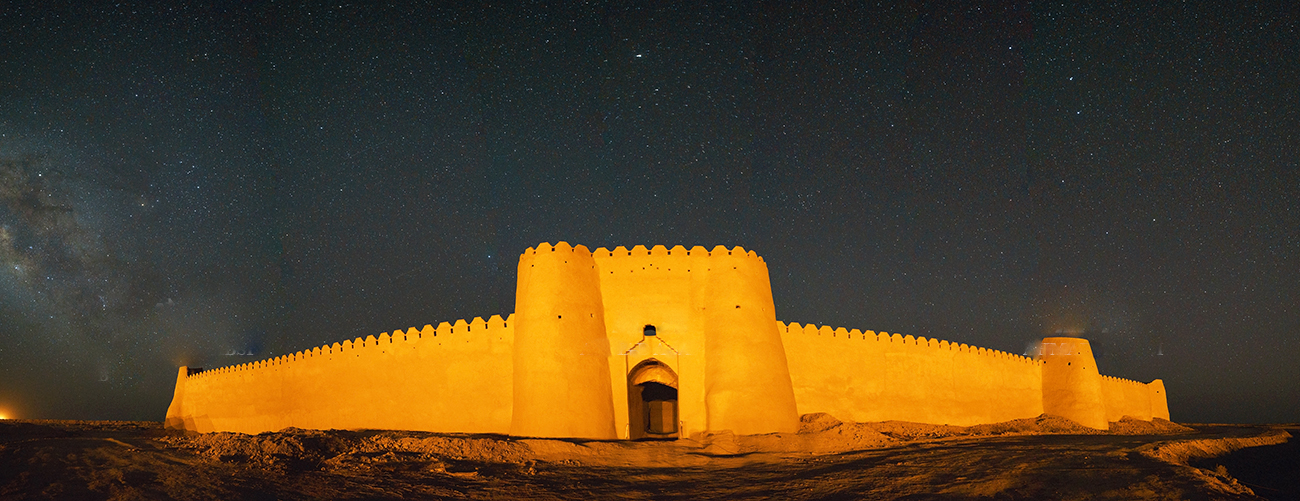
قلعه رستم پانوراما
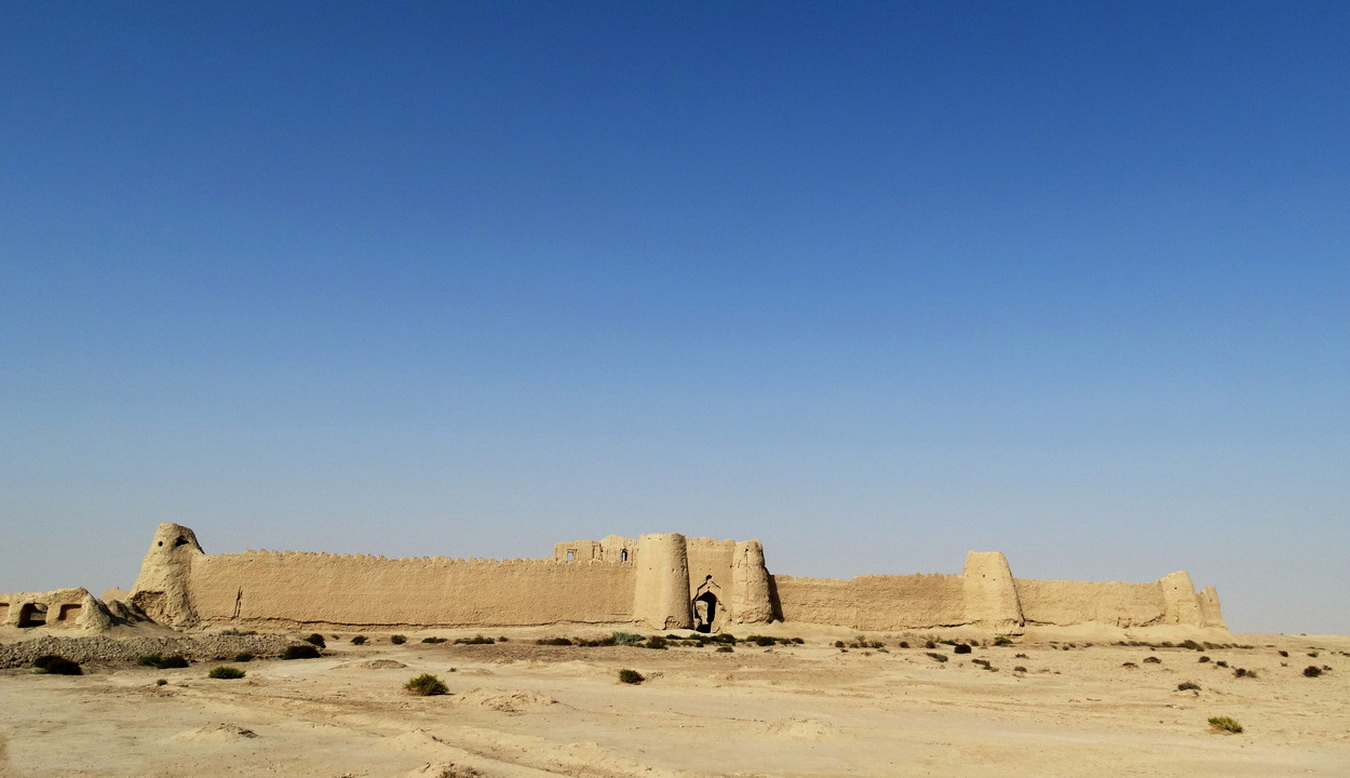
نمایی از قلعه رستم
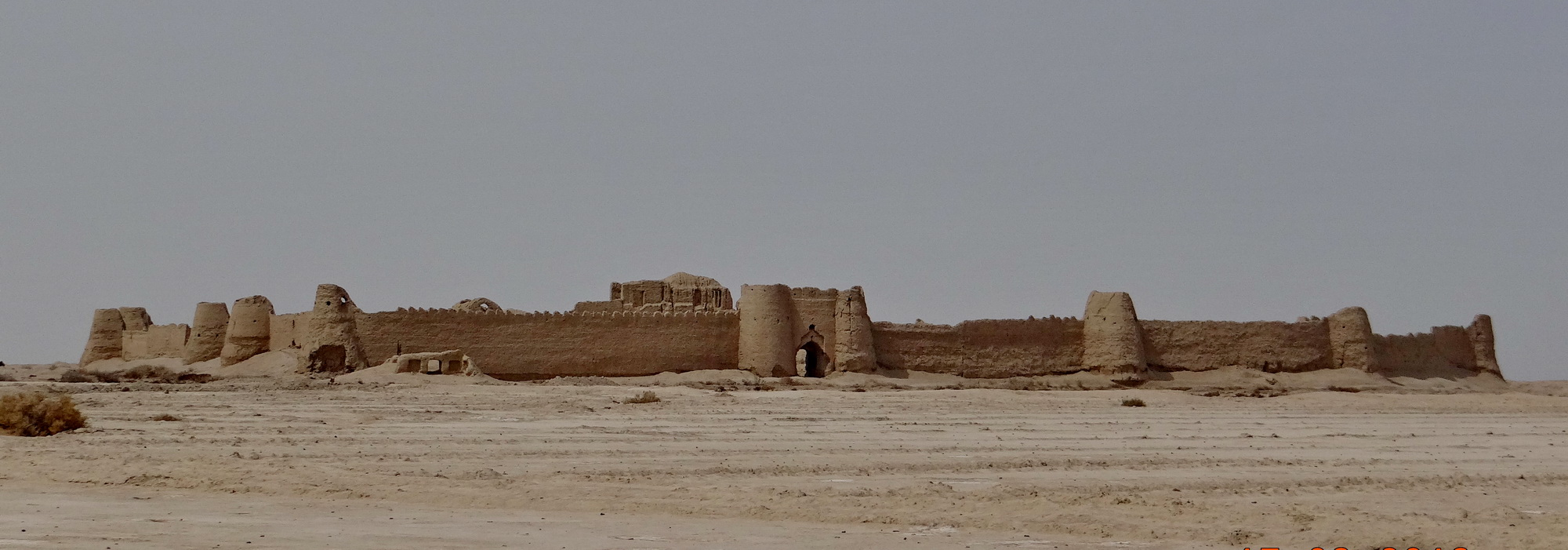
قلعه رستم سیستان .
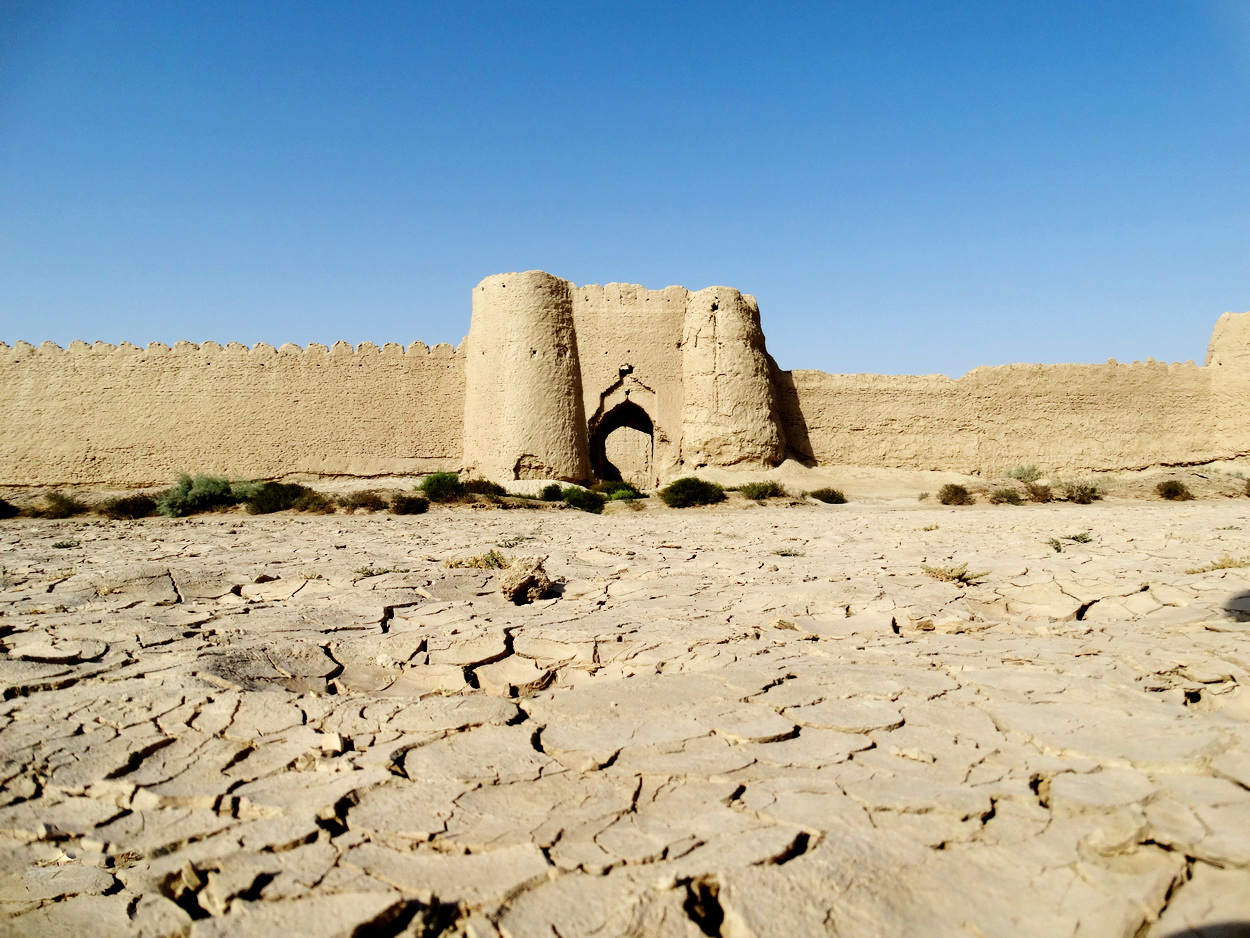
درب ورودی قلعه. ۱۳۹۲
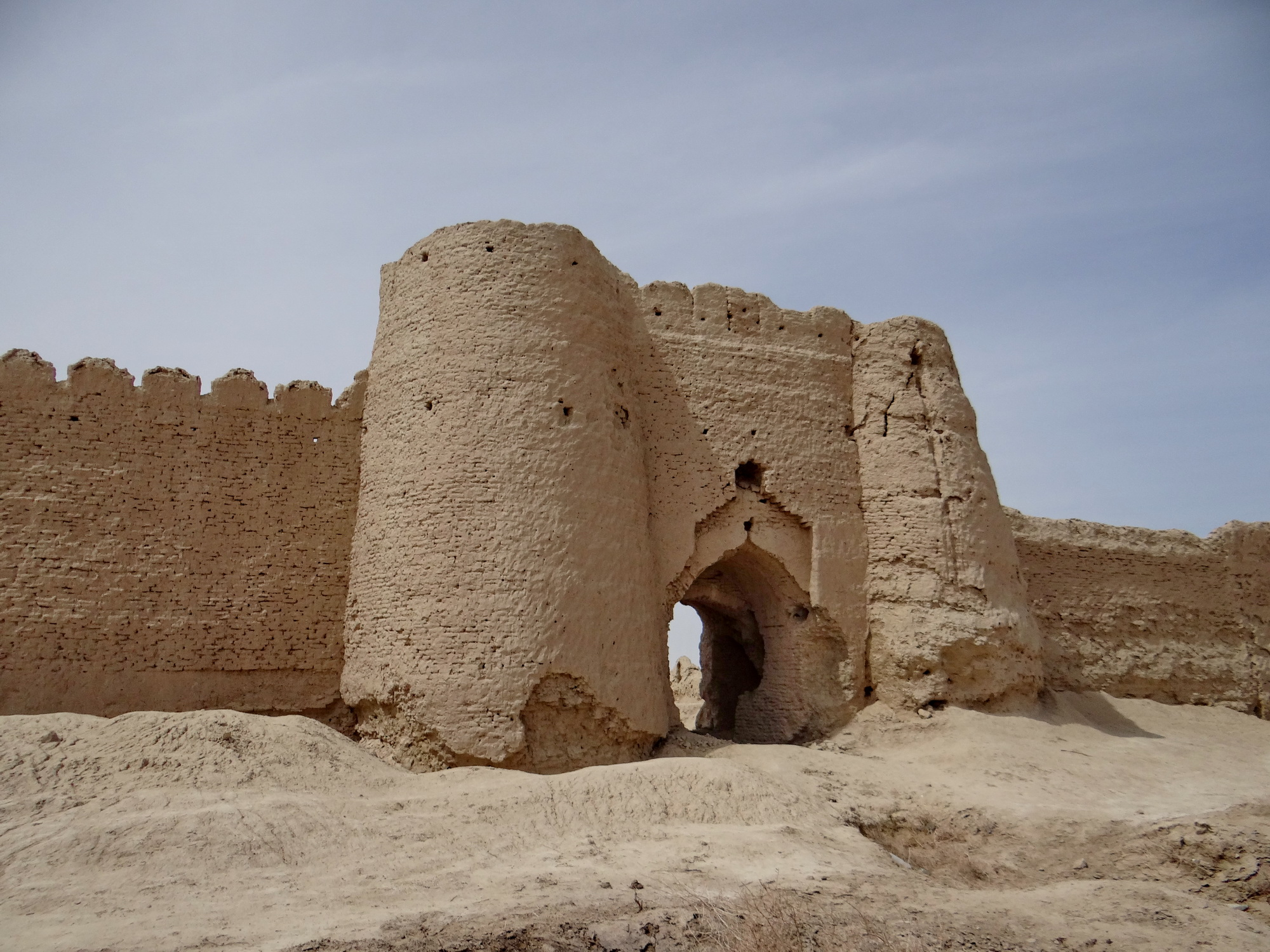
ورودی قلعه سال ۱۳۹۲
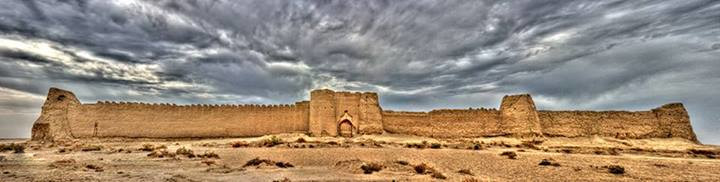
عکس سراسرنما قلعه رستم
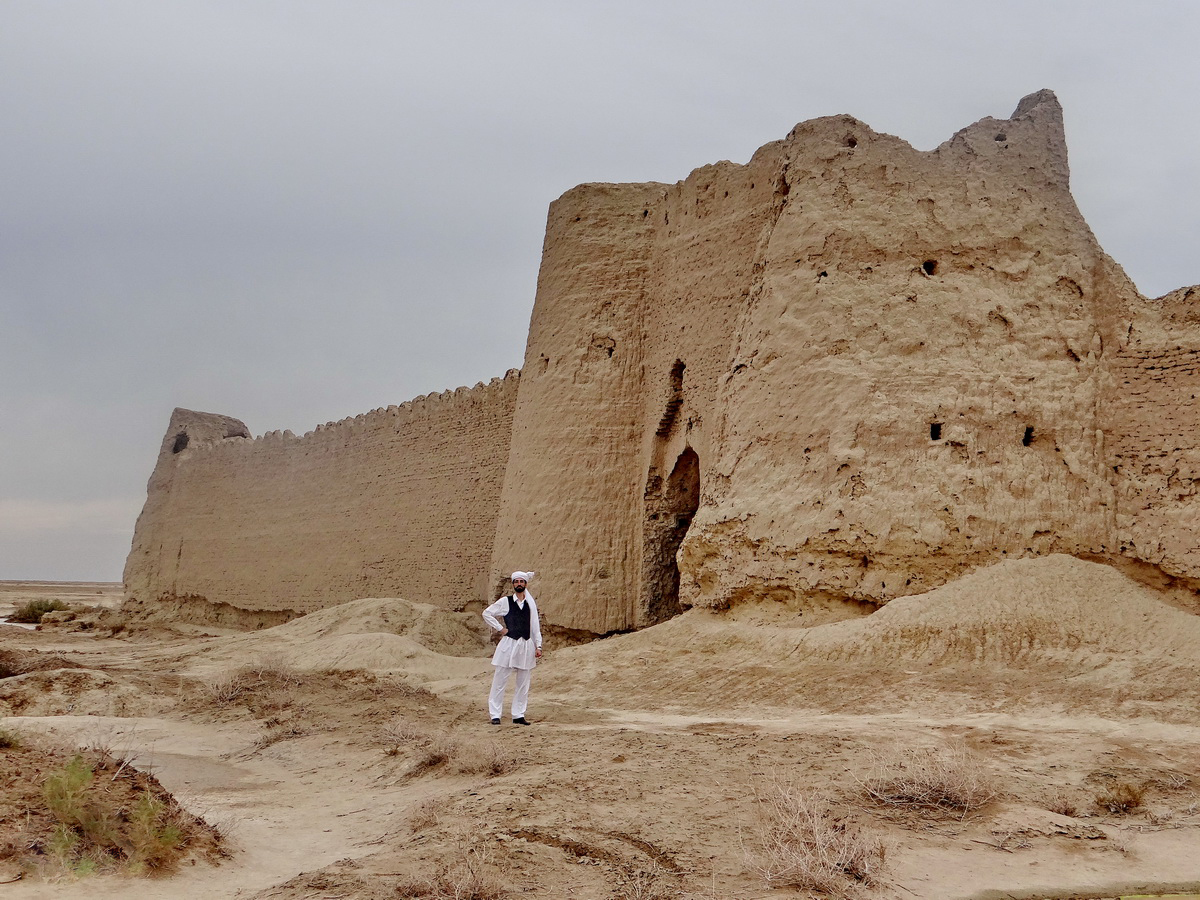
قلعه رستم بهمن ۱۳۹۲
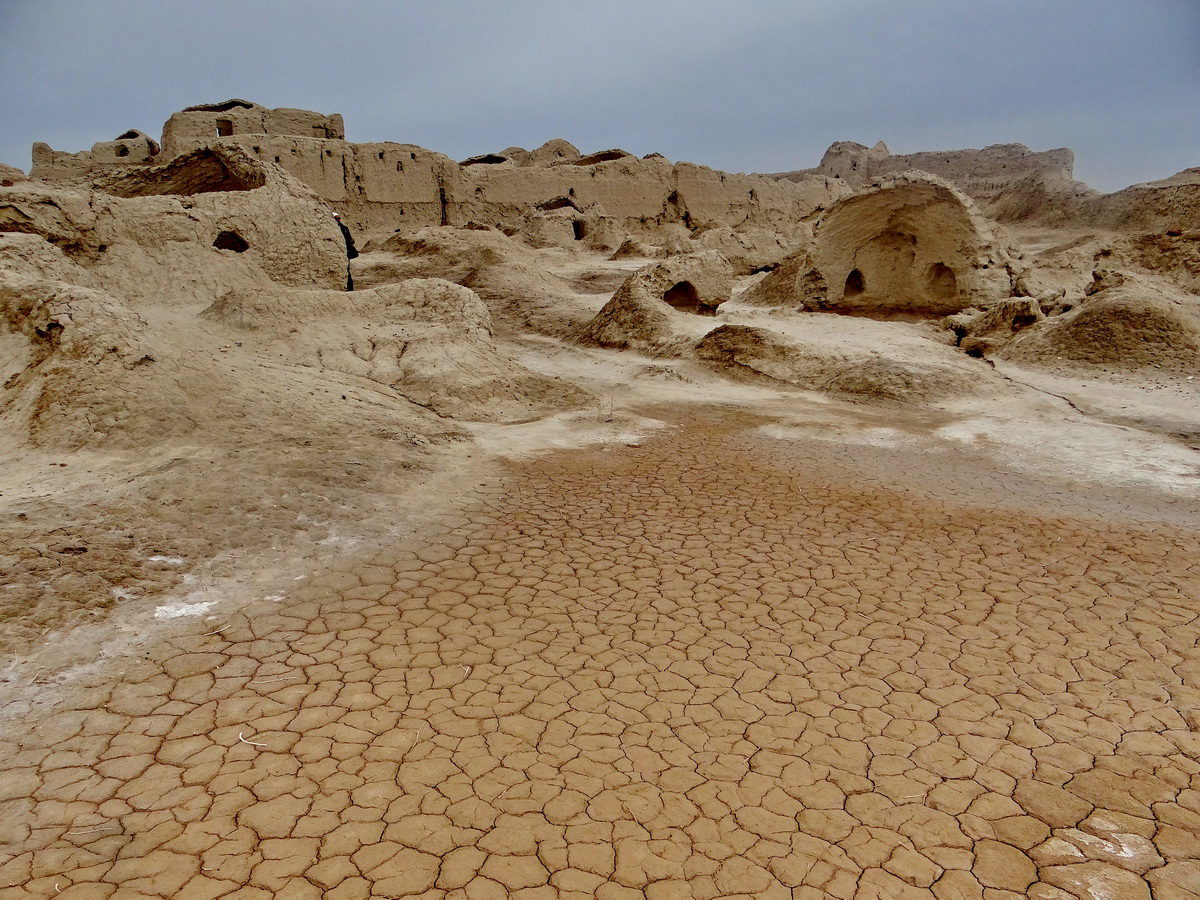
داخل قلعه رستم
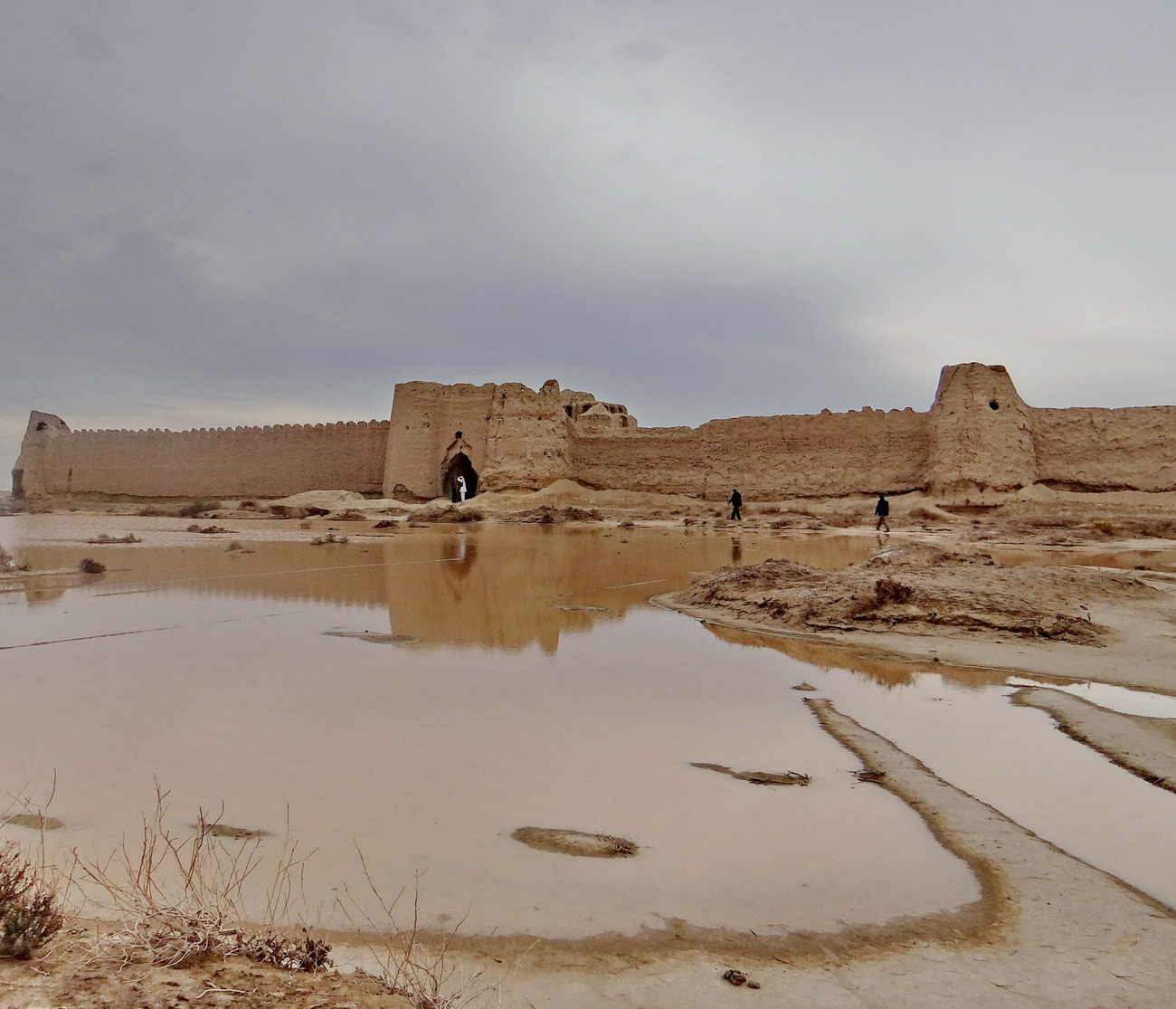
باران در قلعه رستم
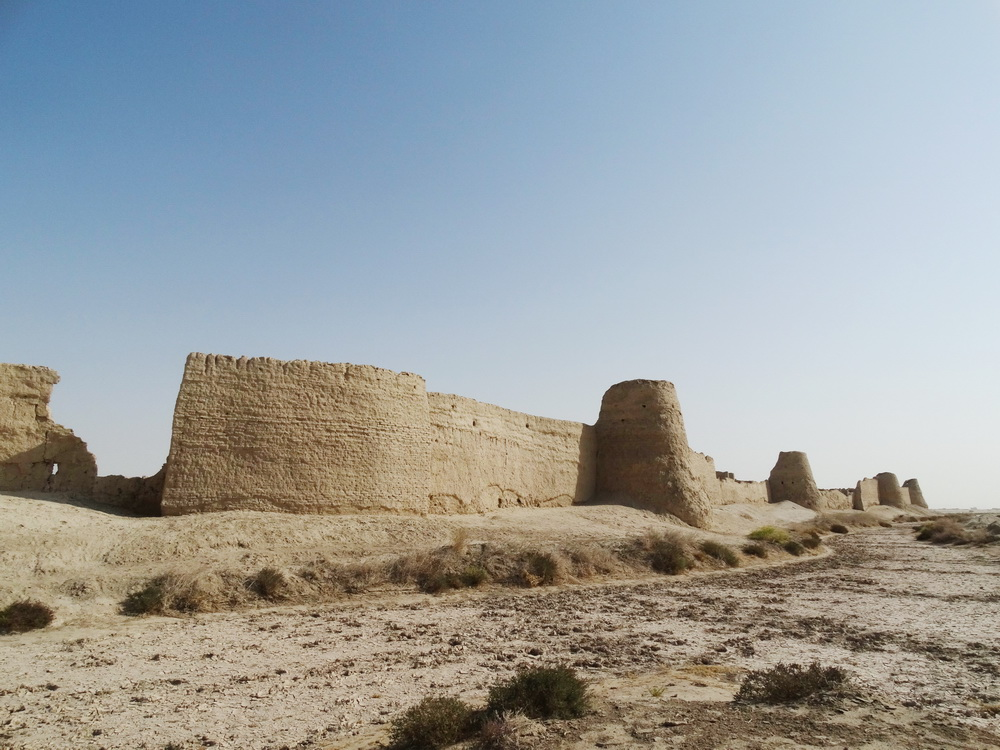
نمایی از پشت قلعه
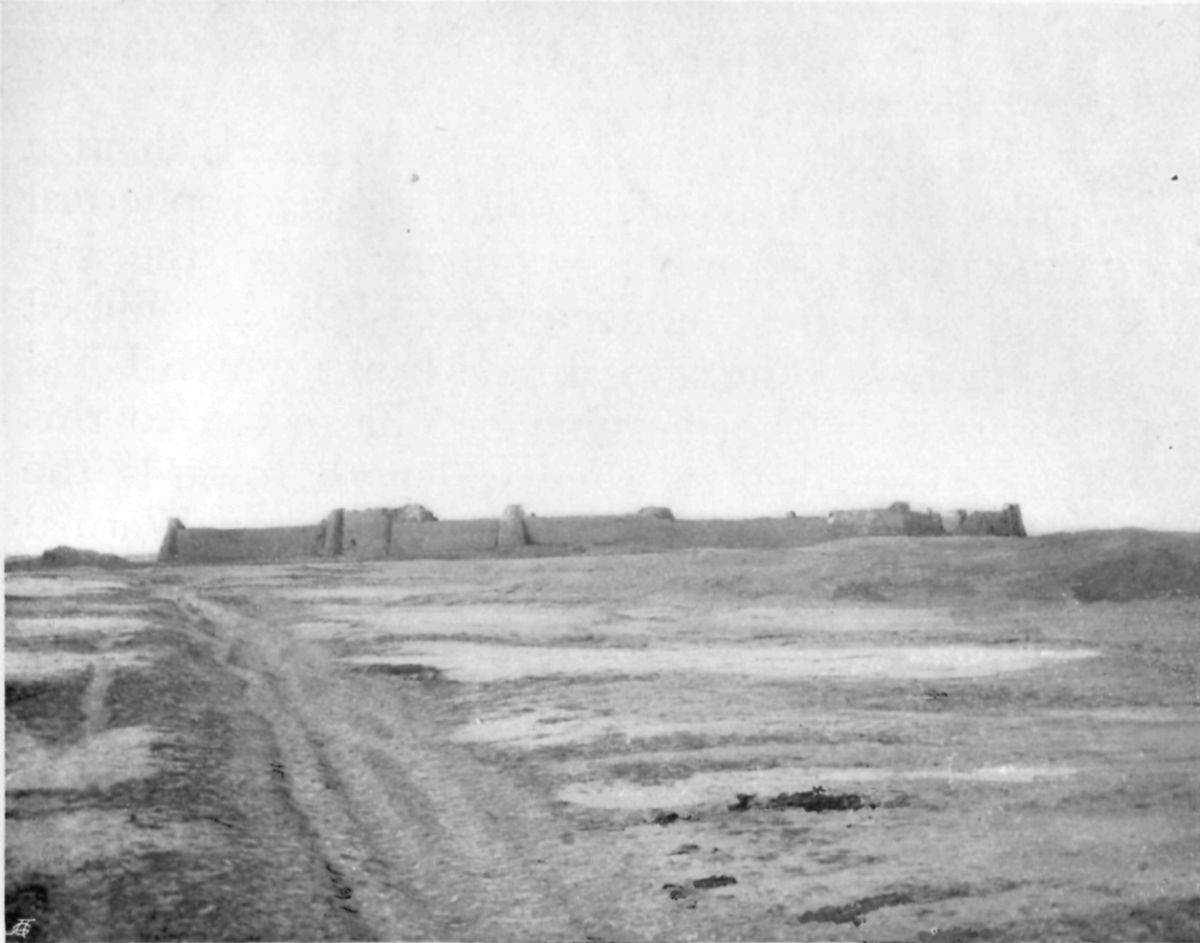
نمای بیرونی قلعه رستم
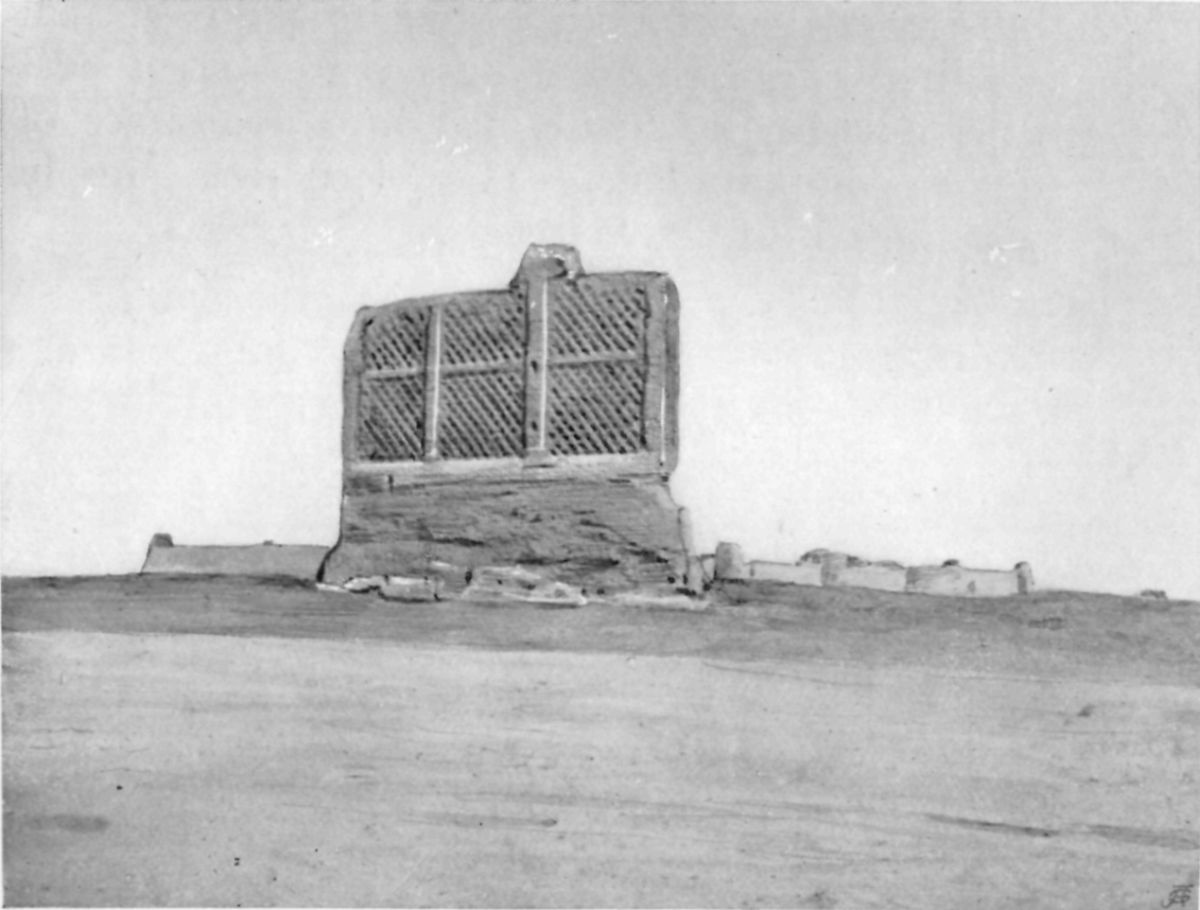
اصطبل رخش در قلعه
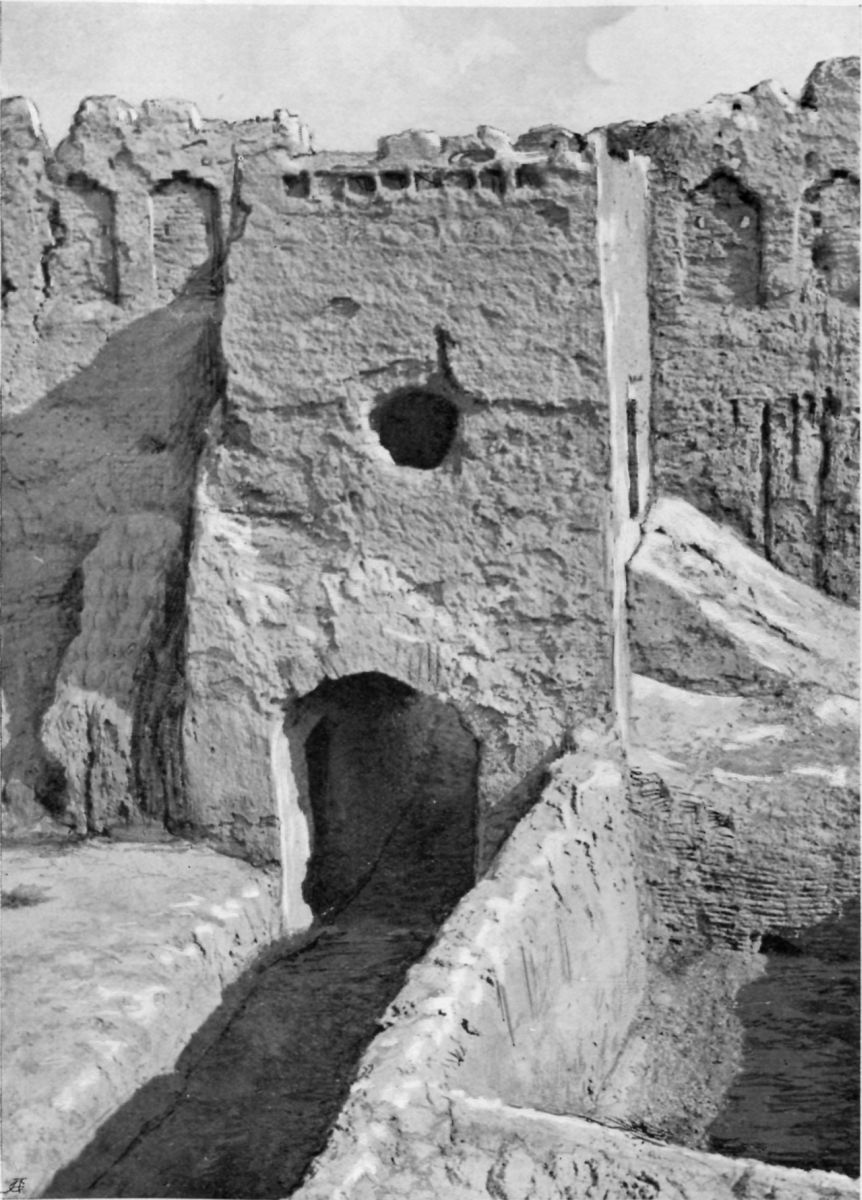
نما از بالا
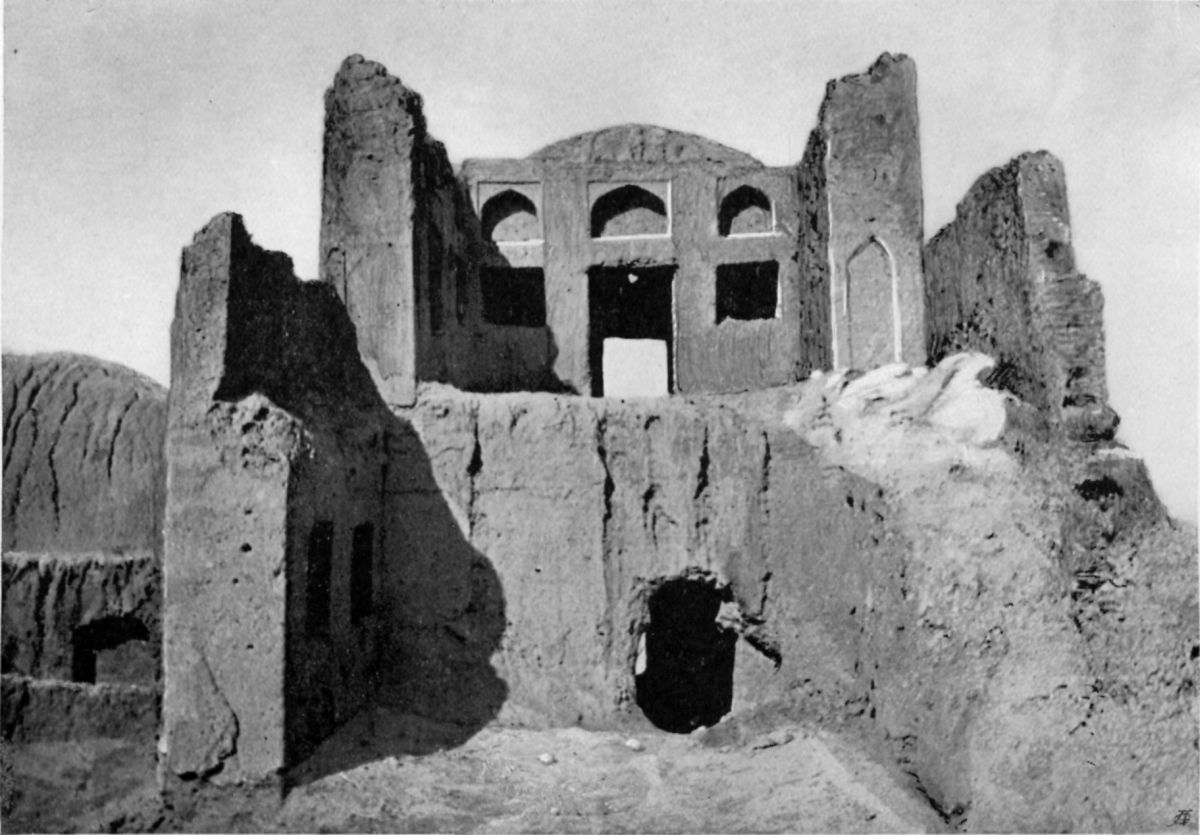
بقایای خانه رئیس رستم
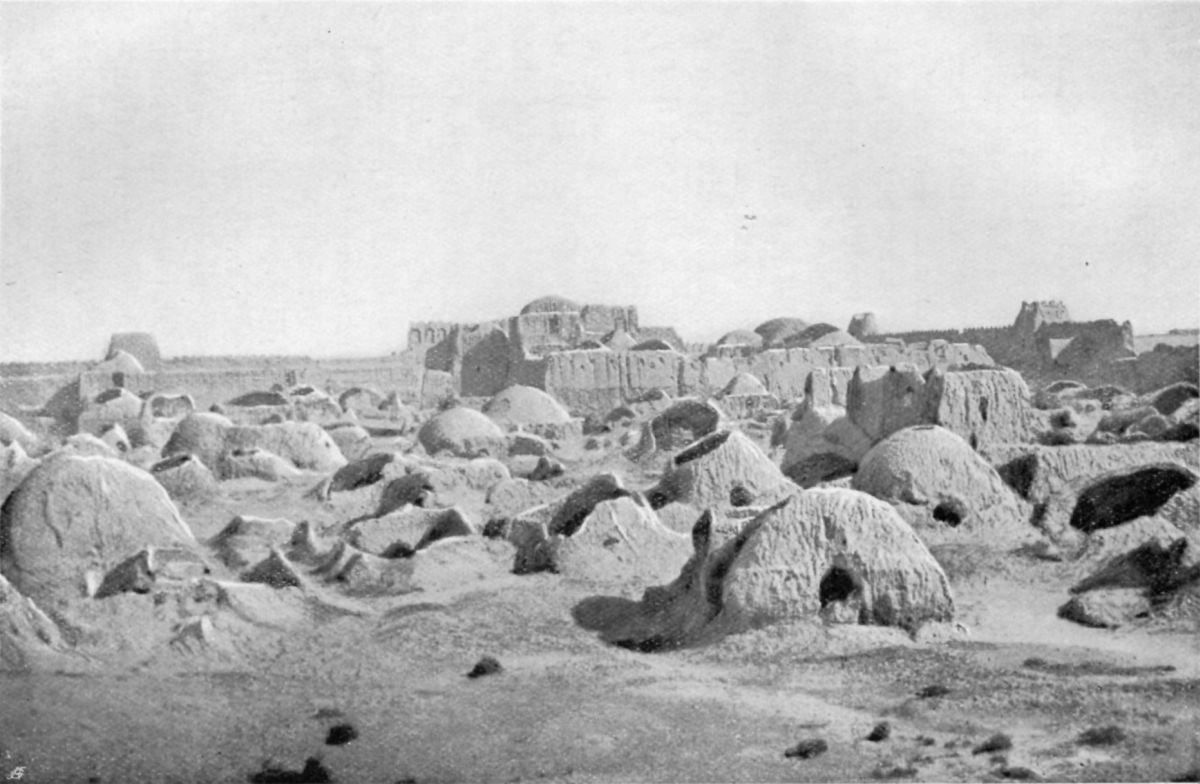
گنبدهای شهر